# Hicham Khaloua
Hicham Khaloua, né le 7 mai 1995 à Carthagène (Espagne), est un footballeur international junior marocain qui évolue au poste d'attaquant au MA Tétouan.
En 2013, il est médaillé d'or des Jeux méditerranéens avec l'équipe du Maroc des -20 ans à Mersin en Turquie.

## Palmarès
Maroc -20 ans
- Jeux méditerranéens
  - Médaillé d'or en 2013